# Thomas Simpson
Thomas Simpson   (Market Bosworth, 20 d'agost de 1710 (Julià) - Market Bosworth, 14 de maig de 1761) va ser un inventor i matemàtic anglès. El mètode de Simpson porta el seu nom en honor seu.

## Biografia
Thomas Simpson va néixer en una família de situació econòmica modesta. El seu pare era un teixidor, de manera que ell també va treballar inicialment en aquest ofici. Les matemàtiques les va aprendre estudiant pel seu compte, de manera autodidacta. Al voltant de 1725 va anar a viure a Nuneaton, Warwickshire, per treballar-hi com a matemàtic fins a 1733; en aquest lloc va contraure matrimoni amb la seva dona el 1730. Aquest mateix any va aparèixer la traducció anglesa del llibre de L'Hôpital sobre càlcul diferencial traduït per Edmund Stone, del qual va aprendre el càlcul de fluxions.
L'any 1733 va haver de fugir cap a Derby, després d'espantar una nena (ell o un dels seus assistents) durant una sessió d'astrologia en disfressar-se de dimoni.
Entre 1735 i 1736 va tornar a canviar de residència, aquesta vegada cap a Londres, on van néixer els seus fills, Elizabeth el 1736 i després Thomas el 1738. Incialment va residir al barri de Spitalfields, fent de teixidor i de professor de matemàtiques, essent un dels membres més notables de la Societat Matemàtica de Spitalfields.
A partir de 1743 va impartir classes de matemàtiques a la  Royal Military Academy  de Woolwich a prop de Londres.

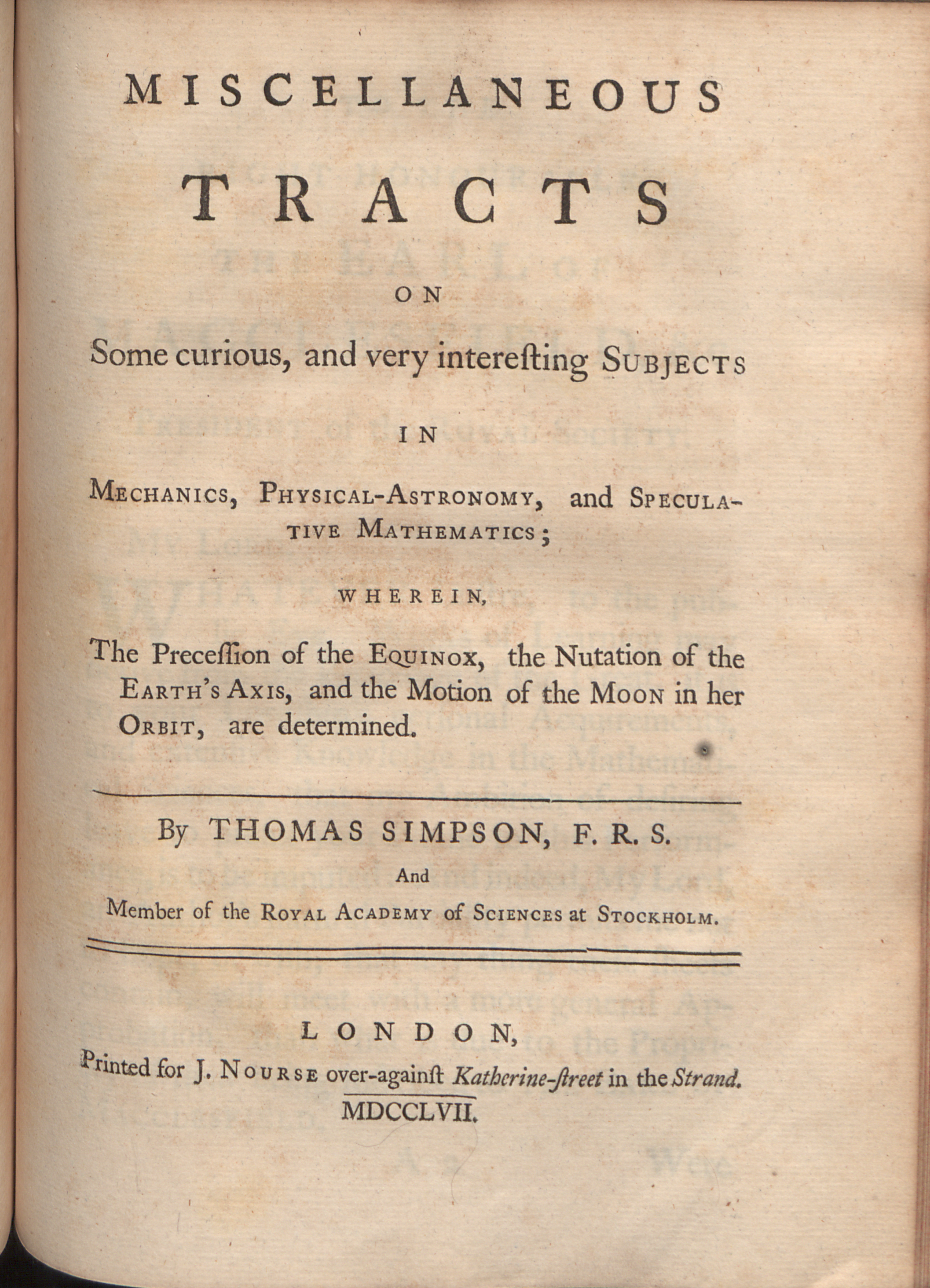
Miscellaneous tracts, 1768

## Obra
Simpson va publicar llibres de text elementals d'àlgebra, geometria i trigonometria que van ser molt apreciats i difosos. Però també va publicar altres treballs més avançats sobre  el mètode de fluxions i sobre teoria de la probabilitat.
Se'l coneix pels seus treballs sobre la interpolació i integració numèrica. La regla de Simpson porta el seu nom, encara que Johannes Kepler l'havia formulada en una variant més simple en 1615 sota el nom de Regla del barril. Aquesta regla es basa en coneixements que venen dels treballs de Newton. No obstant això, la forma abstracta {\displaystyle x_{n+1}=x_{n}-f(x_{n})/f'(x_{n})} del mètode de Newton és de la seva autoria i no de Newton.
En teoria de la probabilitat, es va interessar per les taxes de mortalitat i la creació de taules d'anualitats, molt útils per a les naixents companyies asseguradores.

### Principals treballs publicats
- Treatise of Fluxions (1737)
- The Nature and Laws of Chance (1740)
- The Doctrine of Annuities and Reversions (1742)
- Mathematical Dissertation on a Variety of Physical and Analytical Subjects (1743), que conté un dels primers assaigs científics sobre la forma de la Terra.[8]
- A Treatise of Algebra (1745)
- Elements of Geometry (1747)
- Trigonometry, Plane and Spherical (1748)
- The Doctrine and Application of Fluxions (1750), que, segons el seu autor, és molt més que una reedició del seu tractat de 1737.[9]
- Select Exercises in Mathematics (1752)
- Miscellaneous Tracts on Some Curious Subjects in Mechanics, Physical Astronomy and speculative Mathematics (1757), que és una col·lecció d'articles docents sobre astronomia, balística, mecànica i altres disciplines necessàries als militars.[10]